# Boat (canción)
«Boat» es una canción del cantante y compositor británico Ed Sheeran. Se lanzó el 21 de abril de 2023 como el segundo sencillo de su quinto álbum de estudio -. Sheeran escribió la canción con el productor Aaron Dessner.

## Antecedentes
Se anunció la canción junto con el álbum el 1 de marzo de 2023 con varios pedidos anticipados. El 17 de abril, el cantante compartió una vista previa de la canción en sus redes sociales, con un clip del video musical que la acompaña, y comentó que era la primera canción que había grabado para su nuevo álbum.

## Composición y lírica
En un comunicado de prensa el mismo día que se lanzó la canción, Sheeran usó la canción como «una metáfora de la depresión; una pista que combate las luchas de sentirse muy deprimido y no saber cómo romper el ciclo». La canción está encabezada por una suave melodía de guitarra, en la que muestra su fuerza emocional mientras canta en el estribillo.

## Video musical
El video musical oficial fue dirigido por Mia Barnes y se publicó junto con la canción el 21 de abril de 2023. En él se ve a Sheeran alrededor de las olas en una playa de Reino Unido. Cuando entra en el océano, es tragado por las olas mientras intenta ir a la orilla.

## Posicionamiento en listas
| Listas (2023)                                   | Mejor posición |
| ----------------------------------------------- | -------------- |
| Australia (ARIA)                                | 48             |
| Canadá (Canadian Hot 100)                       | 71             |
| Canadá Hot AC (Billboard)                       | 42             |
| Corea del Sur BGM (Circle)                      | 38             |
| Corea del Sur Download (Circle)                 | 126            |
| Estados Unidos (Bubbling Under Hot 100 Singles) | 20             |
| Global 200 (Billboard)                          | 125            |
| Irlanda (IRMA)                                  | 21             |
| Países Bajos (Single Top 100)                   | 86             |
| Reino Unido (UK Singles Chart)                  | 15             |
| Suecia (Sverigetopplistan)                      | 69             |
| Suiza (Schweizer Hitparade)                     | 35             |